# Animalize
Animalize ist das 1984 erschienene, zwölfte Studioalbum der US-amerikanischen Hard-Rock-Band Kiss und gleichzeitig das einzige, auf dem der Gitarrist Mark St. John spielte.

## Entstehungsgeschichte
Nach einer poporientierten Phase Ende der 1970er-/Anfang der 1980er-Jahre hatten Kiss erst ihren Schlagzeuger Peter Criss entlassen müssen und mit Eric Carr starken Ersatz gefunden. Das erste mit ihm aufgenommene Studioalbum, Music from the Elder, floppte jedoch, sodass die Gruppe nicht einmal auf Tournee ging. In dieser Tiefphase ihrer Karriere entschied sich Leadgitarrist Ace Frehley, der mit seiner Position im Bandgefüge nicht mehr einverstanden war und sich bei vielen Entscheidungen übergangen fühlte, ebenfalls die Band zu verlassen, obwohl die Arbeiten am Nachfolgealbum Creatures of the Night bereits begonnen hatten. Als Ersatz wurde Vinnie Vincent präsentiert, der nach Frehleys Weggang auf der Creatures of the Night-Tournee spielte und mit Kiss 1983 dann auch das Album Lick It Up aufnahm. In diese Zeit fiel die Entscheidung, sich von Masken und Kostümen zu trennen, und die Gruppe trat am 18. September 1983 das erste Mal ohne Make-up vor die Kameras von MTV. Nach dem Ende der relativ erfolglosen Lick It Up-Tour im März 1984 (im Schnitt kamen 5052 Besucher zu jedem Konzert) war Vinnie Vincent bereits wieder entlassen worden. Nach einer Empfehlung von Grover Jackson, dem Eigentümer von Jackson Guitars, wurde Mark St. John neuer Gitarrist der Gruppe.
Animalize wurde im Juni und Juli 1984 in den Right Track Studios in New York aufgenommen, als Gastmusiker wirkten Jean Beauvoir, Bruce Kulick und Allen Schwartzberg mit. Beauvoir spielte Bass auf den Titeln „Get All You Can Take“, „Under The Gun“ und „Thrills In The Night“, da Gene Simmons nicht während der gesamten Aufnahmen zur Verfügung stand: Er arbeitete als Schauspieler an dem Film Runaway – Spinnen des Todes (1984), der mit Tom Selleck in der Hauptrolle gedreht wurde und auf einem Drehbuch von Michael Crichton basierte. Kulick steuerte die Soli zu „Murder In High Heels“ und „Lonely Is The Hunter“ bei.

## Veröffentlichung
Animalize erschien am 13. September 1984 auf Schallplatte, MC und CD und wurde Kiss' erfolgreichstes Album der 1980er Jahre. Es war das erste Album seit Dynasty (1979), das die Top 20 der Billboard Charts erreichte, auch bei Cashbox nahm es die gleiche Position ein.
Als Single wurde „Heaven's on Fire“ veröffentlicht, der Titel erreichte Platz 49 der Billboard Hot 100 und hielt sich 10 Wochen in den Charts.

## Erkrankung St. Johns
Mark St. John erkrankte während der Proben zur folgenden Tournee an Morbus Reiter und wurde bei den Konzerten der Animalize-Tour in Europa, die vom 30. September 1984 bis zum 5. November 1984 stattfand, durch Bruce Kulick ersetzt. Als Kiss in die USA zurückkehrten, nahm St. John an der am 15. November 1984 begonnenen Tournee teil, wurde jedoch auch hier durch Bruce Kulick vertreten und beobachtete die Konzerte von der Bühnenseite oder dem Zuschauerraum aus. Erst beim Konzert in Baltimore am 27. November 1984 konnte er das erste Mal überhaupt mit Kiss auftreten. St. John spielte auch bei den nächsten beiden Konzerten, und zwar jeweils die gesamte Show, musste aber bereits am 2. Dezember 1984 in Indianapolis wieder vollständig von Bruce Kulick ersetzt werden. St. John begleitete die Band auch in der ersten Dezemberwoche 1984 noch, erhielt am 7. Dezember 1984 jedoch seine Kündigung und wurde nach Hause geschickt. Die nicht absehbare Entwicklung seiner Erkrankung war letztlich ausschlaggebend für die Entscheidung, ihn zu feuern.

## Titelliste
1. 3:53 I’ve Had Enough (Into the Fire) (Gesang: Paul Stanley; Text und Musik: Paul Stanley, Desmond Child)
2. 3:20 Heaven’s on Fire (Gesang: Paul Stanley; Text und Musik: Paul Stanley, Desmond Child)
3. 4:40 Burn Bitch Burn’ (Gesang: Gene Simmons; Text und Musik: Gene Simmons)
4. 3:44 Get All You Can Take (Gesang: Paul Stanley; Text und Musik: Paul Stanley, Mitch Weissman)
5. 4:28 Lonely Is the Hunter (Gesang: Gene Simmons; Text und Musik: Gene Simmons)
6. 4:01 Under the Gun (Gesang: Paul Stanley; Text und Musik: Paul Stanley, Eric Carr, Desmond Child)
7. 4:21 Thrills in the Night (Gesang: Paul Stanley; Text und Musik: Paul Stanley, Jean Beauvoir)
8. 3:41 While the City Sleeps (Gesang: Gene Simmons; Text und Musik: Gene Simmons, Mitch Weissman)
9. 4:14 Murder in High Heels (Gesang: Gene Simmons; Musik: Gene Simmons, Mitch Weissman)